# (26830) 1990 BB
1990 بي بي (ويعرف أيضًا باسم (26830) 1990 بي بي وفق تسمية الكوكب الصغير) (بالإنجليزية: 1990 BB)‏ هو كويكب ضمن حزام الكويكبات؛ وترتيبه 26830 من حيث الاكتشاف.
اكتُشف هذا الجُرم الفلكي بواسطة تاكيشي أوراتا ‏ في 17 يناير 1990.

## وصلات خارجية
- (26830) 1990 BB في قاعدة بيانات مختبر الدفع النفاث لأجرام النظام الشمسي الصغيرة

- الاكتشاف · مخطط المدار ·  العناصر المدارية · المعلمات المادية

- (26830) 1990 BB على موقع ويكي سكاي: DSS2, SDSS, GALEX, IRAS, Hydrogen α, X-Ray, Astrophoto, Sky Map, Articles and images